# Louis Meznarie
Louis Meznarie (Saintry-sur-Seine, 14 de gener de 1930 - Coudray-Montceaux, 5 d'agost de 2020) fou un preparador de motos i cotxes de competició i propietari d'un equip que va competir a les 24 hores de Le Mans.
Des de 1959 fins a 1971, va ser distribuïdor oficial de NSU, preparador de motos i després preparador d'automòbils. Del 1971 al 1983, va ser entrenador oficial del Porsche 911, amb una sèrie de victòries a la seva categoria a les 24 hores de Le Mans, al Campionat de França de Ral·lis i al Campionat Europeu de Ral·lis. A les 24 hores de Le Mans de 1972, assistit per Jürgen Barth, futur guanyador en un Porsche 936 el 1977, Sylvain Garant i Mike Keizer. El 911 de 2,5 litres, flanquejat pel número 41 i registrat sota la bandera de l'equip Louis Meznarie, va acabar 13è a la general mentre guanyava la seva categoria. Al Salon Moto Légende 2017, a París, Louis Meznarie havia venut aquestes últimes motocicletes en nombre de 4 NSU per la casa de subhastes Osenat. Els darrers anys, es movia cada vegada menys, però sempre ens agradava trobar-lo i intercanviar molts records. Va morir l'agost del 2020.